# Aeroporto di Kayes Dag-Dag
L'aeroporto di Kayes Dag-Dag (IATA: KYS, ICAO: GAKD) è un aeroporto maliano situato lungo la strada statale RN1 che collega la città di Kayes, capoluogo dell'omonima regione, con la cittadina di Dag-Dag